# ニコラ・サルコジ
ニコラ・ポール・ステファヌ・サルコジ・ド・ナジ＝ボクサ（フランス語: Nicolas Paul Stéphane Sarközy de Nagy-Bocsa、1955年1月28日 - ）は、フランスの元政治家。第23代フランス大統領、アンドラ共同大公 (Co-Prince of Andorra) を務めた。
1955年1月28日にパリで誕生する。ハンガリー系プロテスタントのハーフ、ギリシャ系ユダヤ人のクォーター、フランス系カトリックのクォーターである。1983年から2002年までヌイイ＝シュル＝セーヌ市長を務め、フランソワ・ミッテランの2期目には、エドゥアール・バラデュール首相（1993年～1995年）の下で予算大臣を務めた。ジャック・シラクの2期目の大統領時代には、内務大臣と財務大臣を務めた。2004年から2007年まで国民運動連合（UMP）党の党首を務めた。
2007年フランス大統領選挙では、社会党のセゴレーヌ・ロワイヤルに53.1パーセント対46.9パーセントで勝利した。在任中は2007年から2008年にかけての金融危機（景気後退、欧州債務危機）、南オセチア紛争（サルコジが停戦交渉した）、アラブの春（特にチュニジア、リビア、シリア）に直面した。地中海連合の設立、フランスの大学改革（2007年）、年金改革（2010年）を主導した。2008年、イタリア系フランス人シンガーソングライターのカーラ・ブルーニとパリのエリゼ宮殿で結婚した。
2012年フランス大統領選挙では、社会党のフランソワ・オランドが3.2パーセントの差でサルコジを破った。大統領職を退いたサルコジは、2014年に公職を引退して復帰することを誓い、その後UMP（2015年に共和党に改称した。）の党首として再選された。2016年の共和党大統領選挙で敗北して公職を引退した。サルコジは特に2007年フランス大統領選挙におけるリビアの干渉疑惑に関する2つの事件で、フランスの検察官によって汚職で起訴された。2021年にサルコジと2人の共同被告人が裁判にかけられて有罪判決を受け、実刑判決を受けた。

## 来歴

### 生い立ち
1955年1月28日にパリに誕生する。子供時代をパリ17区、次いでヌイイ＝シュル＝セーヌで過ごす。父方はハンガリー・アラッチャーンのプロテスタントの下級貴族の家系。父のナジボーチャイ・シャールケジ・パール（ハンガリー語: nagybócsai Sárközy Pál、1928年5月5日 - ）は、ソビエト連邦軍に占領された祖国を逃れ、フランス軍占領下のドイツに渡り、そこでフランス外人部隊の兵士となる。新兵教育を受けるも不適格とされ、1948年にマルセイユで除隊。名前をフランス風にポール・サルコジ・ド・ナジ＝ボクサと改名した。広告業者となった父ポールは1949年、パリ17区の医師の娘で、法学部の学生だったアンドレ・マラー（1925年10月12日 - 2017年）と出会い結婚した。母方は、テッサロニキ出身のギリシア系ユダヤ人で、祖父の代にカトリックへ改宗している。
ニコラ・サルコジが5歳の時、父のポールが妻とニコラら3人の息子を見捨てて離婚した。後に他の女性と2回再婚している。ニコラは母と母方の祖父に育てられ、貧しい少年時代を送る。母のアンドレは苦しい家計を支えるため、勉学を再開して弁護士となった。ニコラは「この頃の屈辱が自分の人格形成に最も大きく影響した」と述べている。ニコラの兄ギヨーム・サルコジ（1951年6月18日 - ）は繊維会社の社長で、フランス経団連（MEDEF）の副会長も務めた。弟のフランソワ・サルコジ（1958年6月3日 - ）は、小児科医を経て生物学者となっている。いずれも優等生だった兄弟とは対照的に、ニコラの中学・高校の成績は芳しくなく、日本の中学1年生に当たる6年生のときに英語の成績が悪く留年している。また腹違いの弟でアメリカ人銀行家のオリヴィエも優秀で、カーライル・グループのディレクターとして活躍している（彼が2015年に再婚した妻は、元人気子役で現在はデザイナーに転身した富豪のオルセン姉妹のメアリー＝ケイトである。しかし2021年1月に離婚）。

### 政治家へ
1973年にバカロレア（大学入学資格）を取得し、パリ第10大学に入学。当時はジャーナリストを志していた。1976年に大学在学中に、ジャック・シラクの結成した保守政党・共和国連合（RPR）へ入党する。1977年にパリ西郊の高級住宅地オー＝ド＝セーヌ県ヌイイ＝シュル＝セーヌの市議会議員に最下位で当選する。同年、共和国連合中央委員に選出される。1978年から1979年まで共和国連合青年部全国代理、1979年から1981年まで共和国連合全国青年委員会委員長を務める。大学卒業後は一時パリ政治学院に在学していたが、ここでも英語がネックとなり修了できなかった。1981年に弁護士資格を取得し、不動産を専門とする法律事務所をパリに共同で開設する。1983年に28歳でイル＝ド＝フランス地域圏議会議員、ヌイイ＝シュル＝セーヌの市長に当選する（ - 2002年）。犯罪の減少など一定の成果を上げる。
1988年に国民議会（下院）議員に初当選。ヌイイ市長と兼職する。1993年にバラデュール内閣の予算相として初入閣。同年、ヌイイ市内で発生した幼稚園立てこもり事件が起こる。この事件では、市長として犯人と直接交渉に臨み、人質の解放に貢献して全国的に有名となる。1995年フランス大統領選挙ではジャック・シラクから離反し、シャルル・パスクワについて対立候補のエドゥアール・バラデュールを支持する。しかし決選投票の結果、シラクが大統領に当選したため、第1次シラク政権では冷遇された。1997年に与党共和国連合（RPR）のナンバー2に返り咲き、1999年の欧州議会選で事実上の党首として陣頭指揮を取るが惨敗を喫し、一時は政治生命の危機も囁かれ、党の役職をすべて辞して弁護士としての活動に戻った。

### 閣僚
2002年5月、ラファラン内閣の内務・治安・地方自由相として入閣、久々の表舞台となったが、サルコジ自身は首相職を望んでいたため、ますますシラクとの関係が微妙なものとなった。2003年3月19日に治安回復を目指し、軽犯罪の厳罰化と街娼の取り締まりなどを目的としたサルコジ法を施行させる。サルコジ内相の強硬な治安政策によって国内の犯罪発生件数は激減し、実績を買われたサルコジは一躍、優秀な政治家になる。2004年、経済・財務・産業相に異動。同年11月29日、RPRの流れを組む国民運動連合（UMP）の党首選挙において、85%の得票率で党首に選出される。シラクはサルコジの権力増大を恐れ、サルコジは財務相を辞任する。
2005年5月31日よりド・ビルパン内閣の内相に就任する。同年発生したパリ郊外暴動事件の鎮圧にあたる。この際、暴動に加わった若者に対して、「社会のくず (Racaille)」「ゴロツキ (Voyou)」などと発言したことが物議を醸すが、こうした強硬な態度がかえって世論の支持を集めた。暴動の最中の11月12日にイフォップ社が有権者958人を対象に行った電話による世論調査では、国民運動連合の支持者の90%、極右政党支持者の97%がサルコジ内務相の強硬姿勢を支持すると答えた。

### 大統領

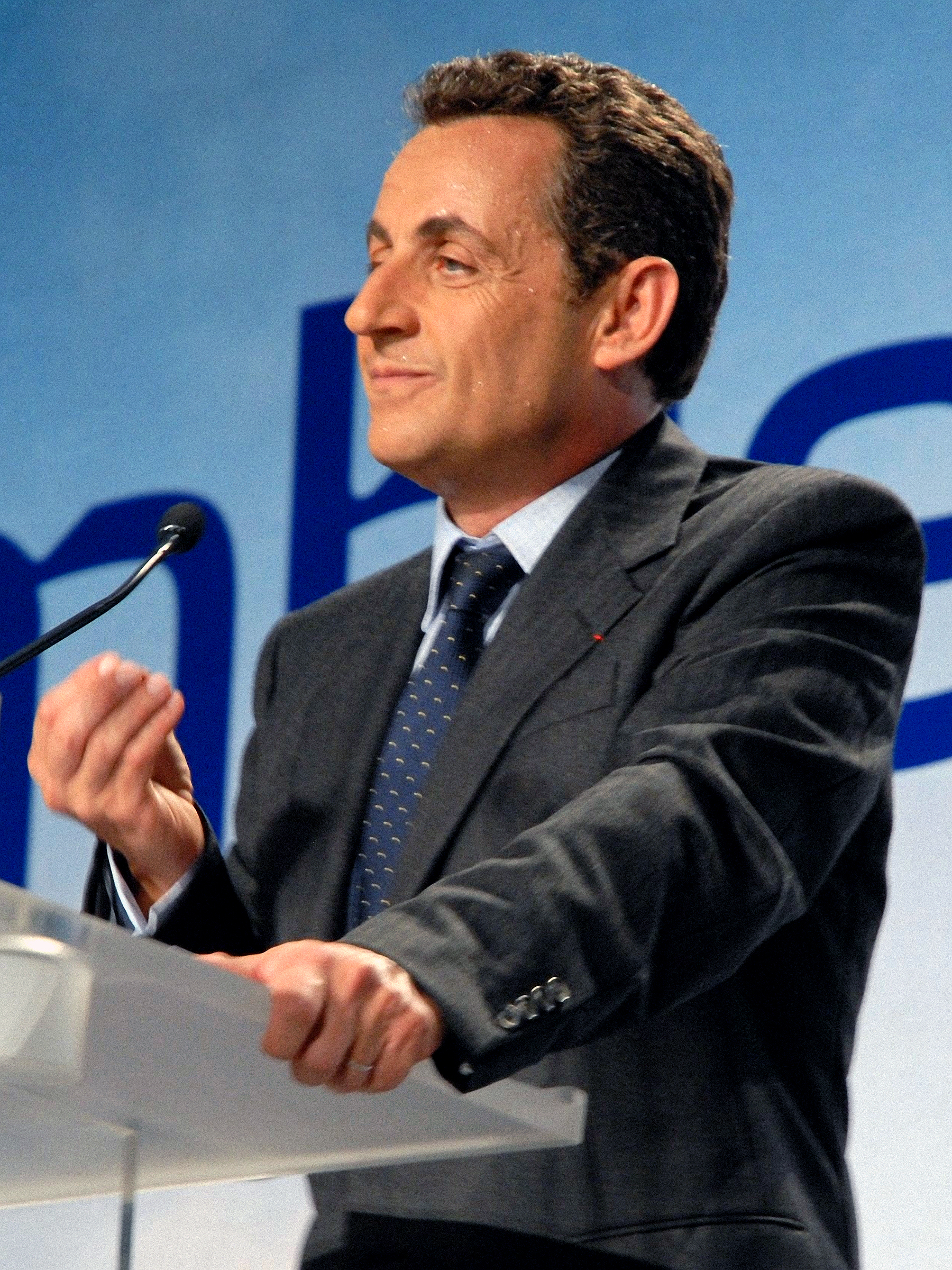
2007年、大統領選挙における演説をするサルコジ

2007年、フランス大統領選挙に立候補。保守層や勤労世帯を中心に支持を集め、同年5月6日の決選投票で社会党のセゴレーヌ・ロワイヤルを下し大統領に当選する。同月16日第23代大統領に就任。
大統領に当選直後、地中海に自家用ジェット機とマルタの豪華ヨット（全長60メートル、推定賃料週20万ユーロ＝約3,240万円）でクルージングし、野党からはあまりに豪華すぎると批判された。これに対し彼は「何が問題か。私は逃げも隠れも謝りもしない」と反論した。
上記の豪遊では批判されるも、旧植民地マグレブ出身の法務職員であったラシダ・ダティの法相への抜擢や、セネガル出身の黒人女性の副官房長への抜擢、野党である社会党出身の政治家の大臣への登用（エリック・ベッソン、ベルナール・クシュネル）など、これまでのフランスでは考えられなかった画期的な人事を行った。法務省では次官級の幹部が総辞職してこれの妨害に動くという事態となったが、閉鎖的なフランス国内に風穴を開ける革命的なことであると北米のメディアに評されている。国民からの支持率も高く、70%台を記録した。2007年6月に行われたフランスの国民議会選挙では彼の率いる与党・国民運動連合（UMP）が地滑り的勝利を収め、日本の週刊誌エコノミストはフランス版小泉純一郎と彼を評した。
同年10月、フランス大統領府はサルコジの給与を現状の2倍以上に引き上げる意向を示した。与党・国民運動連合は「大統領であるのにほかの閣僚よりも給与の額が低いから」と説明したが、折りしもサルコジの改革に対して野党・国民から批判が高まりつつある時期の給与増額は波紋を呼んだ。野党社会党のビアンコ議員は「多くの国民が月末に出費をやりくりしているご時世にいかがなものか」と批判した。
2012年フランス大統領選挙に立候補したが、決選投票で社会党のフランソワ・オランドの前に敗北を喫し、2012年5月15日をもって第23代大統領を退任した。

### 大統領退任後
大統領退任後は政界から離れ国際会議へ出席し、家族との時間を増やすなど悠々自適の生活を送る一方で2017年に行われる大統領選挙への出馬を示唆するなど復帰への意欲は隠さなかった。
2013年3月21日、2007年の大統領選挙の時に女性富豪から違法に献金を受け取っていたとされる疑惑でボルドーの捜査当局はサルコジを刑事訴追した。また2014年7月1日、不正事件の捜査に絡み、フランスの司法当局が事情聴取のために身柄を拘束されている。
2014年9月19日には政界復帰を宣言し11月29日には国民運動連合総裁に選出。翌2015年3月29日に執行された県議会選挙の決選投票では、サルコジ率いるUMPを含む右派連合が大勝した。しかし、2016年2月16日には検察当局が2012年大統領選挙における不正会計疑惑（後述）のサルコジに対する捜査を開始すると発表し、大統領再選の戦略に暗雲が立ち込めると予測された。それでも7月2日にはUMPから改名した共和党の総裁を辞任すると表明したことは、大統領選挙への準備のためとも言われた。
2016年8月22日には正式に2017年大統領選挙立候補を表明。右派陣営の候補者を目指したが、11月20日に行われた予備選挙の第1回投票では3位となり、決選投票に残ることはできなかった。サルコジは1位となったフランソワ・フィヨン元首相の支持を表明したうえで政界からの引退を表明した。
2019年10月21日に迎賓館赤坂離宮で安倍晋三内閣総理大臣と会談を行い翌22日の即位礼正殿の儀に参列した。
2022年9月27日、日本武道館での故安倍晋三国葬儀に、フランス代表として参列した。

## 疑惑・裁判
- 2007年フランス大統領選挙で、リビアのカダフィ大佐から5,000万ユーロに及ぶ違法な政治献金を受けた疑いが浮上。2018年3月20日、身柄を拘束されパリ郊外の警察施設で事情聴取を受けた[15]。聴取後に釈放されたが、3月21日に汚職、違法な選挙資金調達、リビアからの公金の隠匿の容疑で訴追された[16]。
- 2012年フランス大統領選挙において、サルコジ陣営が広告代理店を通じて不正会計処理を行い、選挙活動費の法定上限を回避した疑惑が持ち上がった。複数の代理店社員やサルコジ陣営の幹部は、詐欺行為があったことを認めており、サルコジ自身も起訴された[17]。2021年9月30日、パリの裁判所は、法定上限を2千万ユーロ以上超えて支出したとして、サルコジに禁錮1年の実刑判決を言い渡した[18]。サルコジへの実刑判決は、3月の汚職事件（下記）に続いて2回目[18]。サルコジは控訴したが、2024年2月14日に控訴院は実刑半年、執行猶予半年の有罪判決を言い渡した。サルコジ側は上告する意向を示した[19]。
- 2021年3月1日、フランスの裁判所は、サルコジが選挙費用の捜査を担当した判事に対し、モナコでの上級職へのあっせんを働きかけたとして禁錮3年の有罪判決（2年の執行猶予と1年の自宅待機で収監されないもの）を言い渡した[20]。サルコジ側は上訴したが、2023年5月17日、控訴院は一審判決を支持し、禁錮3年を言い渡した[21]。サルコジ側は上告したが、2024年12月18日、破棄院（最高裁）は上告を退け、有罪とした控訴審判決を支持し、禁錮3年（うち2年は執行猶予）の実刑判決が確定した。収監の代わりに電子ブレスレットを1年間装着して監視される[22]。サルコジは破棄院の決定について、欧州人権裁判所に人権侵害として申し立てる意向を示した[22]。サルコジは2025年4月に仮釈放を申請。5月12日付で認められ、14日に電子ブレスレットを外された[23]。同年6月15日、サルコジのレジオンドヌール勲章褫奪がフランスメディアにより報じられた。国家元首経験者の勲章褫奪はフィリップ・ペタンに次ぐ2人目とされる[24]。

## 主張・政策

### 基本政策
シラク政権のイラク戦争反対により冷え込んだ対米関係の改善やフランスの北大西洋条約機構（NATO）復帰、フランス伝統のド・ゴール主義を捨て英米型の新自由主義を行った。モットーは「もっと働き、もっと稼ごう」。一方でサルコジの政策は、かつてのカダフィ支配下のリビアやロシアとの関係を重視するなどイデオロギーにとらわれない全方位外交的な面は引き継いでいる。

### 外交

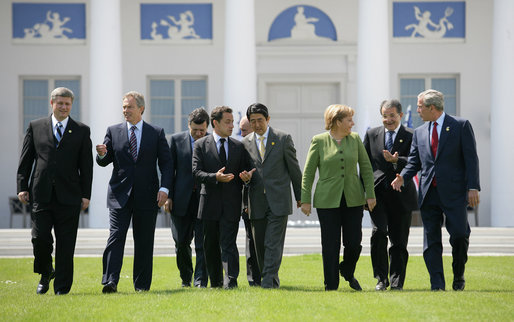
2007年、ドイツのメクレンブルク＝フォアポンメルン州ハイリゲンダムでの第33回主要国首脳会議（ハイリゲンダムサミット）にて主要国首脳会議に初参加（左から4番目）

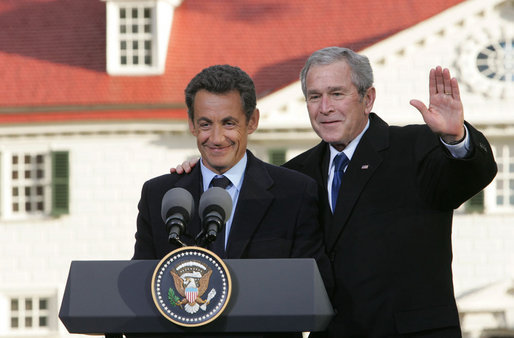
アメリカへの公式訪問でブッシュ大統領と会談し、親米ぶりを強調した。（2007年11月）

#### アメリカ合衆国
外交姿勢は親米派と見なされることが多く、対米追従を拒否していたシラク大統領は後任としてド・ビルパン首相を推したため、内務大臣であり、大統領を目指していたサルコジ、シラク、ド・ビルパンの間には不協和音が目立っていた。2007年8月にはアメリカのジョージ・W・ブッシュ大統領から別荘に招かれ、イラク戦争当時の対立を克服することで合意。親米ぶりを強調した。
しかし2008年に南オセチア紛争が勃発すると、アメリカの対外政策に苦言を呈したり、金融危機が悪化するとその責任はアメリカにあると発言したりするなど、アメリカに対する批判を積極的に行うようになった。

#### 日本
親日家として知られていたシラクとは異なり、サルコジの日本文化に対しての嫌悪感が窺える発言は多い。2004年1月に中華人民共和国香港特別行政区を訪問した際、「香港は魅惑的な都市だが、東京は息が詰まる。京都御所はうらぶれている。有名な庭園も陰気だった」「ポニーテールの太った男同士が戦うことがなぜそんなに魅力的なのか。（相撲は）インテリのスポーツではない」との蔑視発言を行った。
もっともサルコジ自身は大統領就任以前ほとんど日本との縁がなく、こうした発言は多分にシラクの親日派ぶりに対抗したもののようである。一方で外交政策の面では、日本の国際連合安全保障理事会常任理事国入りを幾度と無く支持するなど、多くの面で伝統的な日仏関係を踏襲したものとなっている。

#### ロシア連邦
ヨーロッパの主要国の政治家の中ではドイツのゲアハルト・シュレーダー元首相、イタリアのベルルスコーニ元首相に続いて親ロシア的な姿勢をとっており、ウラジーミル・プーチン大統領とは信頼関係が厚い。2015年7月にはロシアによるクリミア併合後に、西側主要国の主要政党としては初めて、自身が党首を務める共和党の議員団のクリミア訪問を実現させた。

#### リビア
大統領当選直後は「人権外交」を掲げ、圧政国家には物申す姿勢を明らかにしていたが、その後、独裁者として知られるリビアのカダフィ大佐のフランス訪問を認めて国民や野党から非難を浴びた。サルコジ自身は、会談で人権問題に触れたと弁明した。アラブの春ではリビア内戦へのNATOの軍事介入を主導し、リビア・フレンズ会合で議長を務めた（また、同じく独裁者のバッシャール・アル＝アサドともシリアで会談したが、シリア内戦でシリアの友人たちの結成を主導した）。

#### 中華人民共和国
リビア同様に人権問題を抱える中国を訪問した際には、人権担当相を訪問団に加えず人権問題・民主化問題にも触れなかったため、野党から批判された。これら一連の会談や訪問には人権派として知られるクシュネル外相は同行しなかった。
2008年8月に北京オリンピックの開会式に出席した。
2008年12月にポーランド北部のグダニスクでチベット仏教最高指導者のダライ・ラマ14世と会談し、「ダライ・ラマはチベット独立を求めていないと説明した。私は中国当局との対話を勧めた」と語った。これに対し、中国国営新華社通信は6日配信の論評で「思慮のない行動だ。中国人民の感情を傷つけるだけでなく、中仏関係にも害を与える」と批判した。サルコジは中国の反発ぶりに関し「私はフランス大統領として自由であり信念もある。事態を緊張させるつもりはない」と強調。「（中国は）静かに対応すべきだ。世界は中国のより一層の開放を求め、中国は欧州の投資を必要としている」とも話した。

#### 中東
親イスラエル・親アラブ姿勢でも知られ、2007年春の大統領選期間中からイスラエルやアラブ諸国を巻き込んだ地中海連合構想を提唱しており、設立にも成功した。2008年12月からのイスラエルによるガザ侵攻では、イスラエルとハマースの両者に和平を働きかけ、自らイスラエルに来訪し停戦交渉を行った。しかし、より親イスラエル色の強い米国が攻撃続行を支持していることもあり、イスラエルは拒否を続けている。また、ハマースはイスラエルによるガザ地区封鎖解除を停戦の条件にしており、サルコジはこれに対して批判している（ガザ紛争 (2008年-2009年)も参照）。アラブ首長国連邦フランス軍敷地の設置に成功するなどアラブ諸国とは軍事的な協力関係も深めた。

### 内政

#### 憲法改正の発議
2008年7月21日、サルコジの2007年の大統領選挙時の公約であった憲法改正案が議会により1票差で可決された。その内容は、大統領再選を2期に限定することや、大統領による人事を拒否する権利を議会に付与することなど、議会の権限を強化する案が織り込まれている。

#### 経済政策

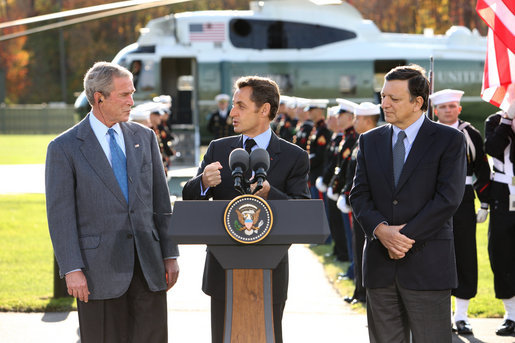
2008年10月、アメリカのブッシュ大統領（左）、欧州委員会のバローゾ委員長（右）と

国民議会選挙後の2007年8月、サルコジが2007年の大統領選挙で公約にしていた減税法案が議会で可決された。この減税法案は財政赤字削減よりも経済成長を優先するもので、所得税率の引き下げなどが含まれる。ヨーロッパ連合では加盟国に2010年までの財政均衡化を求めているが、サルコジはこれに対し減税によって歳入減となり財政赤字削減が遅れるとして2012年に先送りにするよう求めた。
サブプライムローン問題に端を発する金融危機が本格化し、世界経済に深刻な損害を与えるようになると、サルコジはEU議長国の大統領として積極的に金融危機への対応のイニシアティヴを取った。2008年10月18日には、アメリカ合衆国大統領のジョージ・W・ブッシュ、欧州委員会委員長のジョゼ・マヌエル・ドゥラン・バローゾと会談を行い、主要国に新興国（中華人民共和国やインドなど）を含めた国による首脳会談（金融サミット）の開催に漕ぎつけた。金融サミット直前の11月13日には「ドルはもはや基軸通貨ではない｣と発言し、ブレトンウッズ体制を構築する必要性をも説いた。

#### 移民政策
強気な姿勢は国民からも一定の人気があった。特に第二次世界大戦以前に生まれた世代における支持率が高かった。移民が数多く暮らしている治安が安定しない地域を視察し、彼らを「社会のくず」「ごろつき」呼ばわりしたことは大きな波紋を呼んだ。こうした発言はフランス各地で起こった若者たちによる暴動激化の一因だとされている。しかし彼はそれでもその姿勢を崩さず、批判を浴びてもそれを物ともしないばかりか、ますます過激な強硬発言を増やしている。自身も移民2世であるためか、逆に移民に対し強硬な発言も躊躇しない傾向にあり、暴動を起こしている若者たち、彼らを心情的に支持する層からは憎悪の対象となっている。もっとも、「私は移民反対のジャン＝マリー・ルペン党首（国民戦線）とは違う。この国には優秀な移民が必要だ」とも主張するなど、その移民政策は選択的移民政策と評されている。

#### フランスのアイデンティティの確立
2009年、サルコジは、フランス国民の定義とフランスの価値観を移民に共有させる方法について問題提起し、この2点を議論するよう国民に呼びかけた。そのうえで、移民省に命じてフランス全土450か所で討論会を開催するなど、議論への積極的な参加を国民に要請している。この議論について、サルコジは「フランスとは何かを知る崇高な運動」と位置づけているが、ドミニク・ド・ビルパンが「こんな重大なテーマを経済危機で団結すべきときに持ち出すべきではない」と指摘するなど、サルコジを支える与党勢力からも懐疑的な意見が出された。同じく与党のアラン・ジュペは、この論議は「国内の対立、特にイスラム教徒への反感をあおった」と指摘している。

#### エネルギー政策
エネルギー政策の柱を原子力発電に据えており、福島第一原子力発電所事故後に各国で起きた見直しの議論に対しても、政策の見直しなどではなく、安全基準の強化にするべきとの見解を発表した。また近年広がりを見せている再生可能エネルギーについても「原子力を代替はできない」と判断している。
福島原発の事故に対しても、アレヴァ社による技術支援以外に、原発についての国際基準の作成や安全対策をG8の議題とすることなどを含めた姿勢を明確にした。
2011年3月31日には来日して菅直人首相と会談を行い、国際的な安全基準を導入することを主張したが、一方では事故による政策への影響を認め、安全基準に適合しない発電所については廃止を検討しているとした。

## 人物

### 人物評

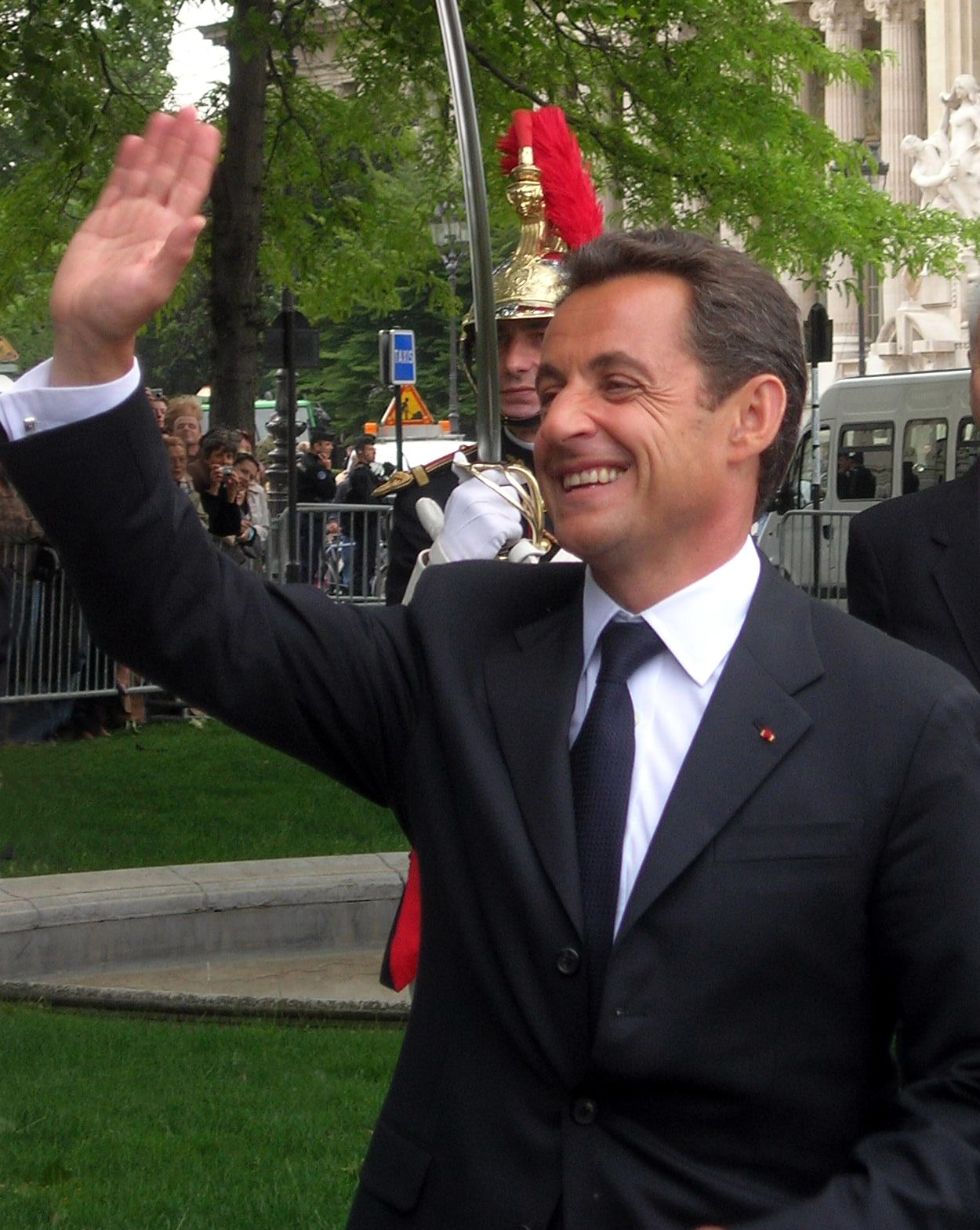
大統領就任式当日のサルコジ

大のタバコ嫌いでワインを含め酒も飲まない。好物はチョコレート。
親英米と言われるが英語があまり堪能でなく、上述のように学校時代は英語のために2度落第した。この点でシラク前大統領が英語に堪能でありながら人前で話すのを避けていたのと対照的といわれる。なお、2008年10月にサルコジになりすましてサラ・ペイリンと「会談」したカナダのコメディアンは「フランス語訛り」の英語を話していたという。
パリ大学卒で弁護士で移民2世という出自でもあり、高級官僚を養成するENA出身（エナルク）の官僚的な政治家が支配的なフランス政界の中で、庶民派というイメージを強く打ち出している。演説や語りも、庶民にもわかりやすい単純で率直な言い回しを好み国民に直接訴えかけるスタイルである。
尊敬する政治家としてイギリスのトニー・ブレアを挙げたほか、イタリアのシルヴィオ・ベルルスコーニを「政治家としての手本」としており大統領当選時に真っ先に電話するなど親密な関係で知られる。

### 私生活
3度結婚しており、元妻マリーとの間に息子2人、前妻セシリア（1957年 - ）との間に息子1人、現妻カーラ（1967年12月23日 - ）との間に娘1人、合わせて4人の子供がいる。元妻マリーは、コルシカ島の寒村の薬局の娘で、1982年に結婚し、ピエールとジャンの2男をもうけた。前妻セシリアは、作曲家イサーク・アルベニスのひ孫にあたり、モデルや元老院議員秘書を経てテレビ司会者と結婚し、2女をもうけていた。セシリアとは、双方ともに配偶者のいる中、不倫愛をつらぬき、1996年に結婚。1998年には息子ルイが生まれる。サルコジは、内務省に席を設けるなどしてセシリアを厚遇した。しかし、セシリアは2005年、支持者の実業家とニューヨークへ駆け落ち。ド・ビルパン首相（当時）からは、「妻を魅了できないで有権者を魅了できるのか」と皮肉られた。夫妻は2006年に復縁したが、セシリアはファーストレディとなることを拒絶。結局、夫妻は2007年10月に離婚した。その後、2008年1月に元スーパーモデルで歌手のカーラ・ブルーニと3度目の結婚を果たした。2011年10月19日に女児が誕生。

## 舌禍
- 「人間のクズ」 - 大統領就任前の2005年10月にパリ市内などで暴動が発生した際、参加者に対して。
- 「髷を結った太った男たちによる、美しいとはいえないスポーツ」- 2007年5月、日本の大相撲に対して。日本相撲協会はこの発言を受け、好角家のジャック・シラク大統領によって創立された「フランス大統領杯」を廃止した。
- 「それなら、お前が失せろ。この野郎」 - 2008年2月23日、パリの国際農業見本市会場で来場者と握手中、握手を拒否し「私に触るな」と言った一般男性に向かって。

## 批判
哲学者のアラン・バディウは「サルコジ」なるものを新たな恐怖政治の症候としてとらえ、「こいつはナポレオンによる恐怖のために、完全に現実的なものになった内からの脅威に直面して、国家は、ジュネが演劇『バルコニー』のなかですでに与えていた国家の一方向的な形態、つまり警視総監──ちなみにかれの夢のコスチュームは、ゴム製の巨大なペニスだ──という形態をとってしまった」と批判している。